# Genetikk/Diskografie
Diese Diskografie ist eine Übersicht über die musikalischen Werke des deutschen Hip-Hop-Duos Genetikk. Den Schallplattenauszeichnungen zufolge hat es bisher mehr als 1,1 Millionen Tonträger verkauft. Seine erfolgreichste Veröffentlichung ist die Single Liebs oder lass es mit über 600.000 verkauften Einheiten.

## Alben

### Studioalben

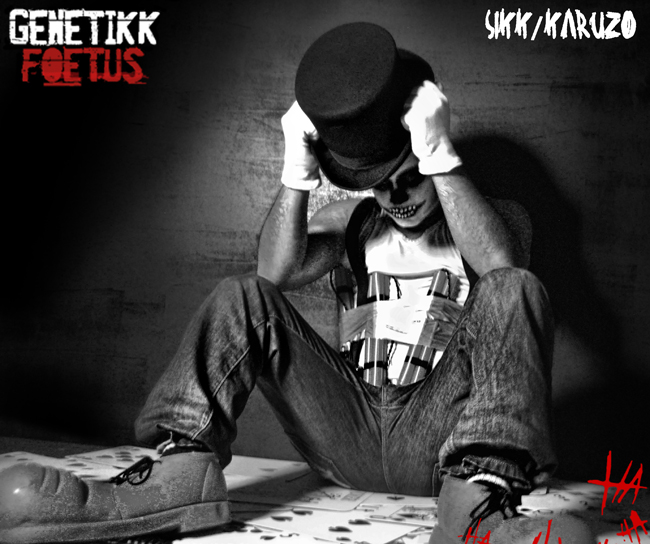
Frontcover zu Foetus

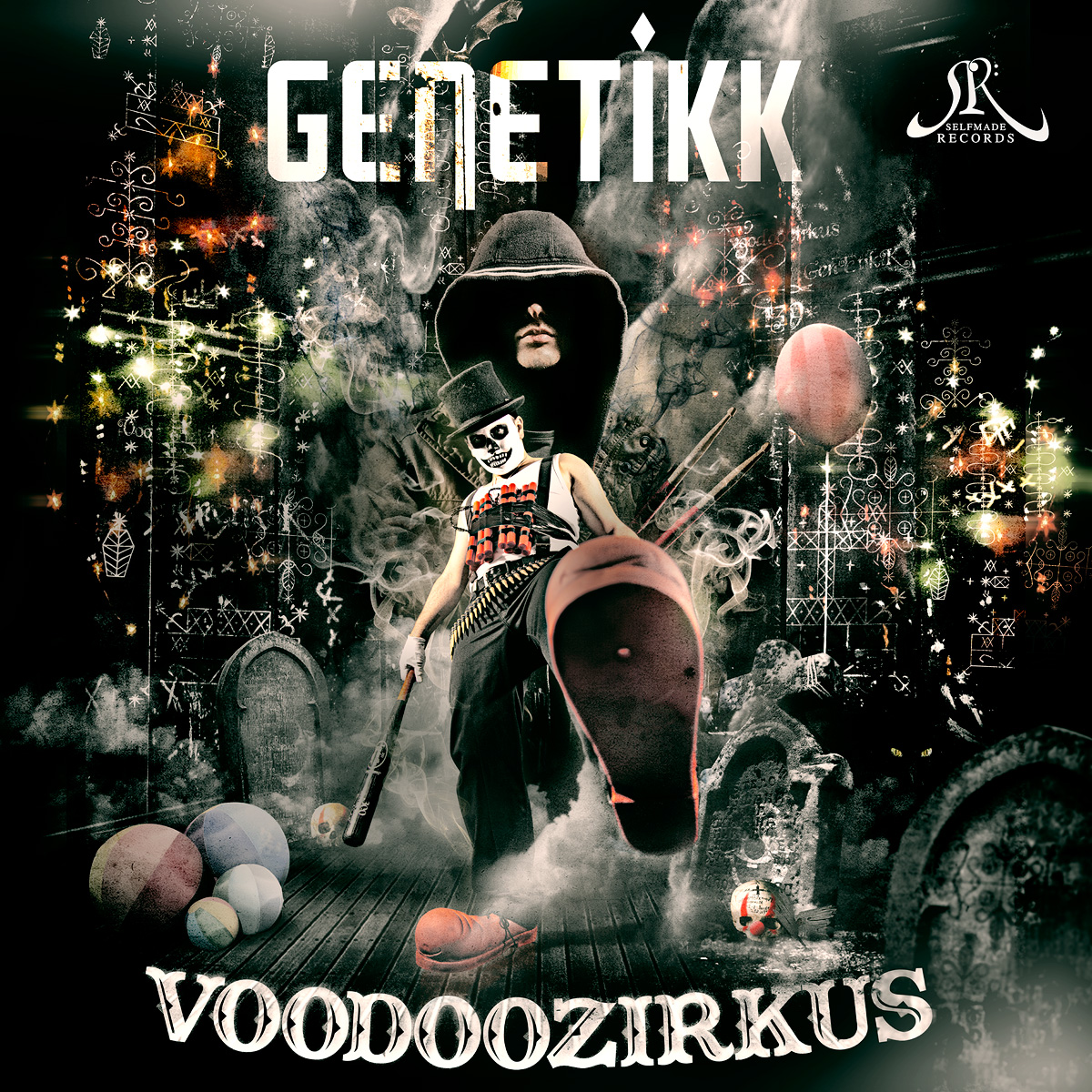
Frontcover zu Voodoozirkus

| Jahr | Titel Musiklabel                                           | Höchstplatzierung, Gesamtwochen, AuszeichnungChartplatzierungen (Jahr, Titel, Musiklabel, Platzierungen, Wochen, Auszeichnungen, Anmerkungen) | Höchstplatzierung, Gesamtwochen, AuszeichnungChartplatzierungen (Jahr, Titel, Musiklabel, Platzierungen, Wochen, Auszeichnungen, Anmerkungen) | Höchstplatzierung, Gesamtwochen, AuszeichnungChartplatzierungen (Jahr, Titel, Musiklabel, Platzierungen, Wochen, Auszeichnungen, Anmerkungen) | Anmerkungen                                               |
| Jahr | Titel Musiklabel                                           | DE | AT | CH | Anmerkungen                                               |
| ---- | ---------------------------------------------------------- | --- | --- | --- | --------------------------------------------------------- |
| 2010 | Foetus Selbstverlag                                        | — | — | — | Erstveröffentlichung: Oktober 2010 kostenloser Download   |
| 2012 | Voodoozirkus Selfmade Records (GA)                         | — | AT70 (1 Wo.)AT | — | Erstveröffentlichung: 26. Oktober 2012 Verkäufe: + 20.000 |
| 2013 | D.N.A. Selfmade Records (GA)                               | DE1 Gold · (11 Wo.)DE | AT4 (7 Wo.)AT | CH5 (5 Wo.)CH | Erstveröffentlichung: 21. Juni 2013 Verkäufe: + 100.000   |
| 2015 | Achter Tag Selfmade Records (UMG)                          | DE1 Gold · (9 Wo.)DE | AT1 (6 Wo.)AT | CH1 (6 Wo.)CH | Erstveröffentlichung: 8. Mai 2015 Verkäufe: + 100.000     |
| 2016 | Fukk Genetikk Selfmade Records (UMG)                       | DE6 (6 Wo.)DE | AT9 (2 Wo.)AT | CH5 (2 Wo.)CH | Erstveröffentlichung: 2. Dezember 2016                    |
| 2018 | D.N.A. 2 Outta This World (Sony)                           | DE22 (2 Wo.)DE | AT20 (1 Wo.)AT | CH19 (1 Wo.)CH | Erstveröffentlichung: 19. Oktober 2018                    |
| 2018 | Y.A.L.A Outta This World (Sony)                            | DE1 (2 Wo.)DE | AT6 (1 Wo.)AT | CH5 (1 Wo.)CH | Erstveröffentlichung: 19. Oktober 2018                    |
| 2019 | Outtathisworld – Radio Show Vol. 1 Outta This World (Sony) | DE11 (2 Wo.)DE | AT25 (1 Wo.)AT | CH22 (1 Wo.)CH | Erstveröffentlichung: 29. November 2019                   |
| 2021 | MDNA Outta This World (GA)                                 | DE1 (3 Wo.)DE | AT9 (2 Wo.)AT | CH10 (2 Wo.)CH | Erstveröffentlichung: 13. August 2021                     |
| 2022 | Outtathisworld – Radio Show Vol. 2 Outta This World (GA)   | DE3 (1 Wo.)DE | AT37 (1 Wo.)AT | CH31 (1 Wo.)CH | Erstveröffentlichung: 23. September 2022                  |
| 2023 | Sacrifice Outta This World (ONE)                           | DE19 (1 Wo.)DE | — | — | Erstveröffentlichung: 21. Dezember 2023                   |

## Singles

### Als Leadmusiker

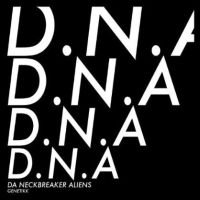
Frontcover zu D.N.A.

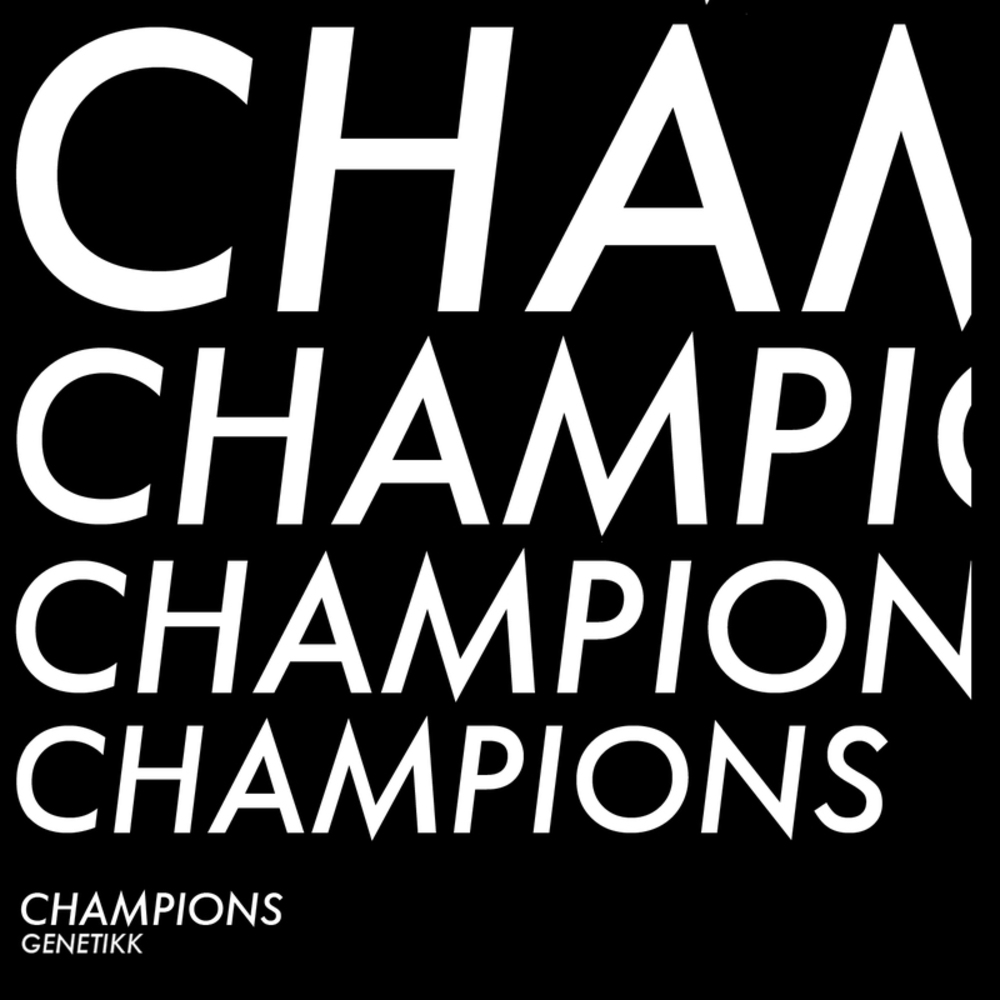
Frontcover zu Champions

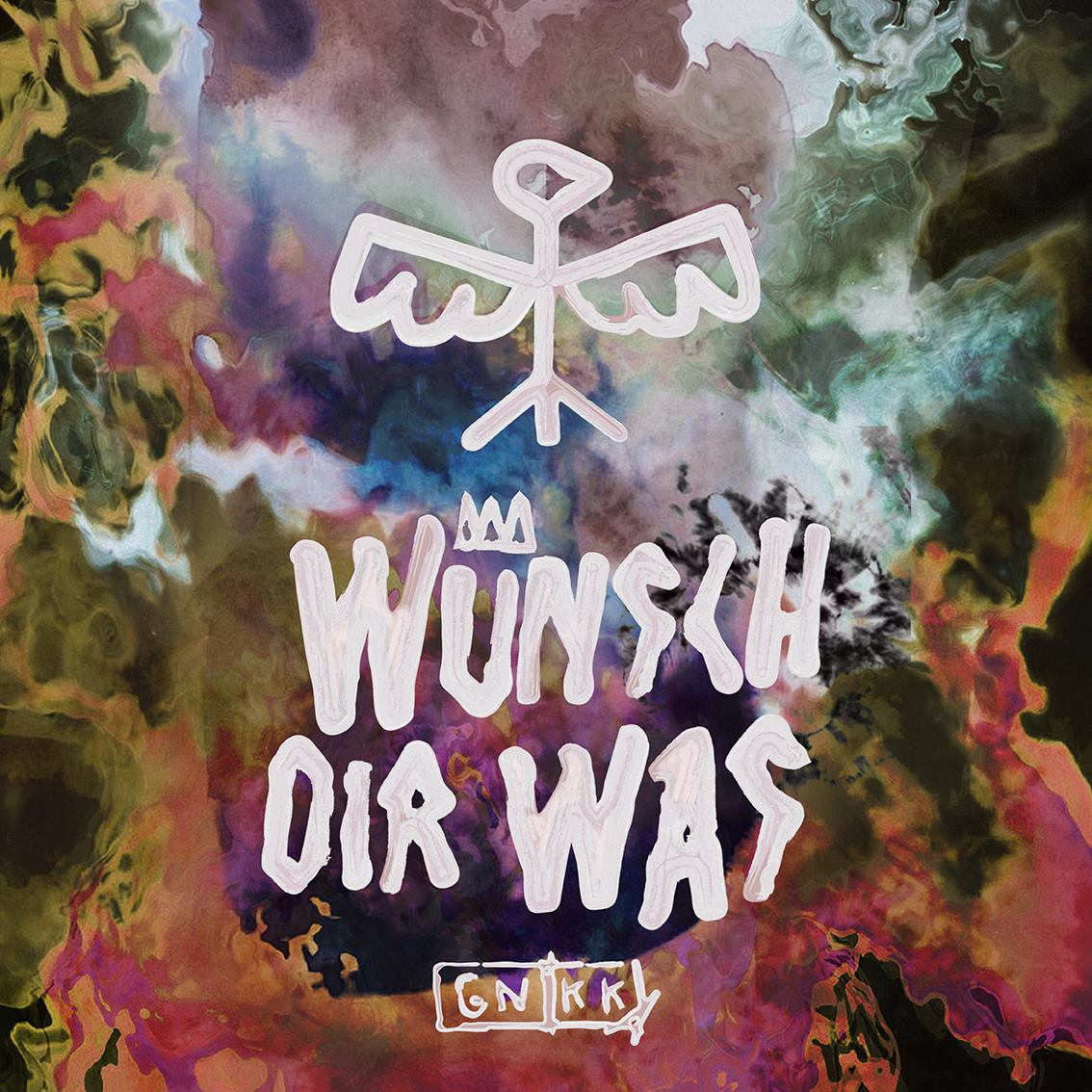
Frontcover zu Wünsch dir was

| Jahr | Titel Album                                                 | Höchstplatzierung, Gesamtwochen, AuszeichnungChartplatzierungen (Jahr, Titel, Album, Platzierungen, Wochen, Auszeichnungen, Anmerkungen) | Höchstplatzierung, Gesamtwochen, AuszeichnungChartplatzierungen (Jahr, Titel, Album, Platzierungen, Wochen, Auszeichnungen, Anmerkungen) | Höchstplatzierung, Gesamtwochen, AuszeichnungChartplatzierungen (Jahr, Titel, Album, Platzierungen, Wochen, Auszeichnungen, Anmerkungen) | Anmerkungen                                                           |
| Jahr | Titel Album                                                 | DE | AT | CH | Anmerkungen                                                           |
| ---- | ----------------------------------------------------------- | --- | --- | --- | --------------------------------------------------------------------- |
| 2012 | Keiner hier ist Rap –                                       | — | — | — | Erstveröffentlichung: 20. März 2012                                   |
| 2013 | D.N.A.                                                      | — | — | — | Erstveröffentlichung: 26. April 2013                                  |
| 2013 | Champions D.N.A.                                            | — | — | — | Erstveröffentlichung: 17. Mai 2013                                    |
| 2013 | Liebs oder lass es D.N.A.                                   | DE33 Platin · (11 Wo.)DE | — | — | Erstveröffentlichung: 12. Juli 2013 Verkäufe: + 600.000; feat. Sido   |
| 2015 | Wünsch dir was Achter Tag                                   | DE37 Gold · (13 Wo.)DE | AT53 (1 Wo.)AT | — | Erstveröffentlichung: 10. April 2015 Verkäufe: + 200.000              |
| 2016 | Spicy Tuna Fukk Genetikk                                    | — | — | — | Erstveröffentlichung: 12. Juni 2016                                   |
| 2016 | Peng Peng Fukk Genetikk                                     | — | — | — | Erstveröffentlichung: 14. Oktober 2016                                |
| 2016 | Jordan Belfort Fukk Genetikk                                | — | — | — | Erstveröffentlichung: 4. November 2016                                |
| 2016 | Tote Präsidenten Fukk Genetikk                              | — | — | — | Erstveröffentlichung: 18. November 2016                               |
| 2017 | Lang lebe die Gang –                                        | — | — | — | Erstveröffentlichung: 27. August 2017 feat. Lena                      |
| 2017 | Drugs in My Body –                                          | — | — | — | Erstveröffentlichung: 28. Dezember 2017                               |
| 2018 | F.D.S D.N.A. 2                                              | — | — | — | Erstveröffentlichung: 20. Juli 2018                                   |
| 2018 | Masi Masi D.N.A. 2                                          | — | — | — | Erstveröffentlichung: 3. August 2018                                  |
| 2018 | Goat Y.A.L.A                                                | — | — | — | Erstveröffentlichung: 7. September 2018 feat. Sierra Kidd & Yung Gold |
| 2018 | Wake Up Y.A.L.A                                             | — | — | — | Erstveröffentlichung: 18. Oktober 2018                                |
| 2018 | Magic Y.A.L.A                                               | — | — | — | Erstveröffentlichung: 5. Oktober 2018 feat. Kurdo                     |
| 2019 | Nonna Y.A.L.A                                               | — | — | — | Erstveröffentlichung: 15. Mai 2019 feat. Tiavo                        |
| 2019 | Nr. 12 Y.A.L.A                                              | — | — | — | Erstveröffentlichung: 17. Mai 2019 feat. Reezy & Yung Rvider          |
| 2019 | Chop $uey Outtathisworld – Radio Show Vol. 1                | — | — | — | Erstveröffentlichung: 25. Oktober 2019                                |
| 2019 | Masters vom Mars Outtathisworld – Radio Show Vol. 1         | — | — | — | Erstveröffentlichung: 7. November 2019                                |
| 2019 | Nicht fürs Radio Outtathisworld – Radio Show Vol. 1         | DE77 (1 Wo.)DE | — | — | Erstveröffentlichung: 27. November 2019                               |
| 2021 | Requiem MDNA                                                | DE— aDE | — | — | Erstveröffentlichung: 26. März 2021                                   |
| 2021 | Antiassimiliert MDNA                                        | — | — | — | Erstveröffentlichung: 9. April 2021                                   |
| 2021 | German Angst! (der Traum ist aus) MDNA                      | DE— bDE | — | — | Erstveröffentlichung: 30. April 2021                                  |
| 2021 | Patriot MDNA                                                | — | — | — | Erstveröffentlichung: 21. Mai 2021                                    |
| 2021 | Vielleicht MDNA                                             | DE— cDE | — | — | Erstveröffentlichung: 11. Juni 2021                                   |
| 2021 | Wo ist die Massage MDNA                                     | — | — | — | Erstveröffentlichung: 2. Juli 2021                                    |
| 2021 | Kintsugi MDNA                                               | DE— dDE | — | — | Erstveröffentlichung: 16. Juli 2021                                   |
| 2021 | Dank God MDNA                                               | — | — | — | Erstveröffentlichung: 30. Juli 2021                                   |
| 2021 | Rap or Die MDNA                                             | — | — | — | Erstveröffentlichung: 6. August 2021                                  |
| 2021 | Stille MDNA + 6                                             | DE— eDE | — | — | Erstveröffentlichung: 17. Dezember 2021 feat. Kollegah                |
| 2022 | Hoes Flows Moneytos Dope Outtathisworld – Radio Show Vol. 2 | — | — | — | Erstveröffentlichung: 8. Juli 2022                                    |
| 2022 | Daddy Crazy Outtathisworld – Radio Show Vol. 2              | — | — | — | Erstveröffentlichung: 29. Juli 2022                                   |
| 2022 | Megaman Outtathisworld – Radio Show Vol. 2                  | — | — | — | Erstveröffentlichung: 26. August 2022                                 |
| 2022 | Spiel diese Musik Outtathisworld – Radio Show Vol. 2        | — | — | — | Erstveröffentlichung: 9. September 2022                               |
| 2023 | Du lügst Sacrifice                                          | — | — | — | Erstveröffentlichung: 3. August 2023                                  |
| 2023 | Crime Pays Sacrifice                                        | — | — | — | Erstveröffentlichung: 24. August 2023                                 |
| 2023 | Adrenalin Sacrifice                                         | — | — | — | Erstveröffentlichung: 28. September 2023 feat. LX                     |
| 2023 | Fuchs Sacrifice                                             | — | — | — | Erstveröffentlichung: 12. Oktober 2023                                |
| 2023 | 029 Sacrifice                                               | — | — | — | Erstveröffentlichung: 9. November 2023                                |
| 2023 | Celtics Sacrifice                                           | — | — | — | Erstveröffentlichung: 23. November 2023                               |
| 2023 | Kaleidoskop Sacrifice                                       | — | — | — | Erstveröffentlichung: 7. Dezember 2023                                |

### Als Gastmusiker
| Jahr | Titel Album                                   | Höchstplatzierung, Gesamtwochen, AuszeichnungChartplatzierungen (Jahr, Titel, Album, Platzierungen, Wochen, Auszeichnungen, Anmerkungen) | Höchstplatzierung, Gesamtwochen, AuszeichnungChartplatzierungen (Jahr, Titel, Album, Platzierungen, Wochen, Auszeichnungen, Anmerkungen) | Höchstplatzierung, Gesamtwochen, AuszeichnungChartplatzierungen (Jahr, Titel, Album, Platzierungen, Wochen, Auszeichnungen, Anmerkungen) | Anmerkungen                                                                                         |
| Jahr | Titel Album                                   | DE | AT | CH | Anmerkungen                                                                                         |
| --- | --------------------------------------------- | --- | --- | --- | --------------------------------------------------------------------------------------------------- |
| 2017 | Outta This World Oh Lucy                      | — | — | — | Erstveröffentlichung: 8. Dezember 2017 Tiavo feat. Genetikk                                         |
| 2019 | Sie callen oft Rvider Tape 1                  | — | — | — | Erstveröffentlichung: 19. Juli 2019 Yung Rvider feat. Genetikk                                      |
| 2022 | November Regen Sie nannten ihn Knochenbrecher | — | — | — | Erstveröffentlichung: 26. Mai 2022 Asche feat. Genetikk                                             |
| Folgende Lieder erschienen nicht als Single, wurden aber durch das Album zum Download und Streaming bereitgestellt und konnten somit eine Platzierung erlangen: |                                               | | | | |
| |                                               | | | | |
| 2013 | Maskerade 30-11-80                            | DE56 (1 Wo.)DE | AT20 (1 Wo.)AT | — | Videoauskopplung: 28. November 2013 Charteinstieg: 6. Dezember 2013 Sido feat. Genetikk & Marsimoto |
| 2014 | Es ist Rap King                               | DE92 (1 Wo.)DE | — | — | Charteinstieg: 23. Mai 2014 Kollegah feat. Genetikk                                                 |

## Musikvideos
| Jahr | Titel                             | Regie                    |
| ---- | --------------------------------- | ------------------------ |
| 2011 | Inkubation                        |                          |
| 2011 | Genie und Wahnsinn                |                          |
| 2011 | Konichiwa Bitches                 |                          |
| 2011 | Puls                              |                          |
| 2012 | König der Lügner                  |                          |
| 2012 | Sorry                             |                          |
| 2013 | D.N.A.                            | Markus & Michael Weicker |
| 2013 | Champions                         | Markus & Michael Weicker |
| 2013 | Über alles                        |                          |
| 2013 | Yes Sir                           | EASYdoesit, The Factory  |
| 2013 | Maskerade                         | Ramon Rigoni             |
| 2015 | Achter Tag / Dago                 | Markus & Michael Weicker |
| 2015 | Wünsch dir was                    | Joern Heitmann           |
| 2015 | Caput Mundis                      | Oliver Würffell          |
| 2015 | Überüberstyle                     | Simon Reichel            |
| 2016 | Peng Peng                         | Joern Heitmann           |
| 2016 | Jordan Belfort                    | Philipp Groth            |
| 2016 | Tote Präsidenten                  | Philipp Groth            |
| 2016 | TeenSpirit                        |                          |
| 2017 | Trill                             |                          |
| 2017 | Lang lebe die Gang                | Gerrit Piechowski        |
| 2017 | Outta This World                  | Dilnas                   |
| 2018 | F.D.S                             |                          |
| 2018 | Masi masi                         | URX Video                |
| 2018 | Goat                              | Yung Gods                |
| 2018 | Wake Up                           | Yung Gods                |
| 2019 | Chop Suey                         | URX Video                |
| 2019 | Masters vom Mars                  | Yung Gods                |
| 2019 | Nicht fürs Radio                  | Yung Gods                |
| 2021 | Requiem                           | Yung Gods, Manuel Zoller |
| 2021 | Antiassimiliert                   | Christoph Varga          |
| 2021 | German Angst! (der Traum ist aus) |                          |
| 2021 | Vielleicht                        | Yung Gods, Manuel Zoller |
| 2021 | Kintsugi                          | Manuel Zoller            |
| 2021 | Dank God                          | Yung Gods, Manuel Zoller |
| 2021 | Supernova                         | Yung Gods, Manuel Zoller |
| 2021 | Stille                            | URX Video                |
| 2022 | November Regen                    | Orkan Çe                 |
| 2022 | Hoes Flows Moneytos Dope          | Menschnskind             |
| 2022 | Daddy Crazy                       | Menschnskind             |
| 2022 | Megaman                           | Isaac Adesojid           |
| 2022 | Spiel diese Musik                 |                          |
| 2023 | Du lügst                          | Dilnas                   |
| 2023 | Crime Pays                        | Dilnas                   |
| 2023 | Adrenalin                         | Dilnas                   |
| 2023 | Fuchs                             | Dilnas                   |
| 2023 | Celtics                           | Dilnas                   |

## Sonderveröffentlichungen
| Jahr | Titel Album                                   | Anmerkungen                                                             |
| ---- | --------------------------------------------- | ----------------------------------------------------------------------- |
| 2013 | D.C.V.D.N.A D-W-I-S                           | Erstveröffentlichung: 20. September 2013 DCVDNS feat. Genetikk          |
| 2013 | Maskerade 30-11-80                            | Erstveröffentlichung: 29. November 2013 Sido feat. Genetikk & Marsimoto |
| 2014 | Es ist Rap King                               | Erstveröffentlichung: 9. Mai 2014 Kollegah feat. Genetikk               |
| 2017 | Made in Germany Vision                        | Erstveröffentlichung: 31. März 2017 Kurdo feat. Genetikk                |
| 2017 | Kids Der erste tighte Wei$$e                  | Erstveröffentlichung: 7. Juli 2017 DCVDNS feat. Genetikk                |
| 2017 | Looc tsi Natas Der erste tighte Wei$$e        | Erstveröffentlichung: 7. Juli 2017 DCVDNS feat. Genetikk                |
| 2018 | 21 Oh Lucy                                    | Erstveröffentlichung: 2. März 2018 Tiavo feat. Genetikk                 |
| 2018 | Outta This World Oh Lucy                      | Erstveröffentlichung: 2. März 2018 Tiavo feat. Genetikk                 |
| 2019 | Sie callen oft Rvider Tape 1                  | Erstveröffentlichung: 5. Juli 2019 Yung Rvider feat. Genetikk           |
| 2019 | Tanz für mich TFS                             | Erstveröffentlichung: 12. Juli 2019 Sierra Kidd feat. Genetikk          |
| 2021 | Ich habs dir gesagt Hustle&Dreams             | Erstveröffentlichung: 5. März 2021 Mu$a386 feat. Genetikk               |
| 2022 | November Regen Sie nannten ihn Knochenbrecher | Erstveröffentlichung: 1. September 2022 Asche feat. Genetikk            |

| Jahr | Titel Album                        | Anmerkungen                                          |
| ---- | ---------------------------------- | ---------------------------------------------------- |
| 2013 | Regel dieses Spiels Juice Vol. 116 | Erstveröffentlichung: Juni 2013                      |
| 2015 | Bunte$ Papier Chronik 3            | Erstveröffentlichung: 9. Oktober 2015                |
| 2015 | Crank Sinatra Chronik 3            | Erstveröffentlichung: 9. Oktober 2015 feat. Marteria |
| 2015 | Fresse voller Gold Chronik 3       | Erstveröffentlichung: 9. Oktober 2015                |
| 2015 | Selfmader Chronik 3                | Erstveröffentlichung: 9. Oktober 2015                |

## Statistik

### Chartauswertung
|                     | DE    | AT    | CH    |
| ------------------- | ----- | ----- | ----- |
| Nummer-eins-Alben   | DE4DE | AT1AT | CH1CH |
| Top-10-Alben        | DE6DE | AT5AT | CH5CH |
| Alben in den Charts | DE9DE | AT9AT | CH8CH |

|                       | DE    | AT    | CH    |
| --------------------- | ----- | ----- | ----- |
| Nummer-eins-Singles   | DE—DE | AT—AT | CH—CH |
| Top-10-Singles        | DE—DE | AT—AT | CH—CH |
| Singles in den Charts | DE5DE | AT2AT | CH—CH |

### Auszeichnungen für Musikverkäufe
| Silberne Schallplatte - Europa (Impala) - 2015: für das Album Voodoozirkus | Goldene Schallplatte - Deutschland - 2023: für das Lied Yes Sir - Europa (Impala) - 2014: für das Album D.N.A. |

Anmerkung: Auszeichnungen in Ländern aus den Charttabellen bzw. Chartboxen sind in ebendiesen zu finden.
| Land/RegionAuszeichnungen für Musikverkäufe (Land/Region, Auszeichnungen, Verkäufe, Quellen) | Silber  | Gold     | Platin  | Verkäufe  | Quellen           |
| -------------------------------------------------------------------------------------------- | ------- | -------- | ------- | --------- | ----------------- |
| Deutschland (BVMI)                                                                           | —       | 4× Gold4 | Platin1 | 1.150.000 | musikindustrie.de |
| Europa (Impala)                                                                              | Silber1 | Gold1    | —       | (95.000)  | Einzelnachweise   |
| Insgesamt                                                                                    | Silber1 | 5× Gold5 | Platin1 |           |                   |